# چنار سوخته (دادنجان)
چنارسوخته روستایی در توابع زاگرس در استان‌ فارس قراردارد
این روستا در نزدیکی دهستان دادنجان قرار دارد.
آب‌وهوای این روستا گرم وخشک است ولی بااین وجود سالانه باران کافی میبارد واین باعث شده به روستایی چهارفصل تبدیل شود.این منطقه به دلیل باران فراوان پوشش گیاهی خوبی را به خود اختصاص داده ودرختانی از نظیر بنه بلوط بادام‌زاگرسی و... دراین منطقه وجود دارد.
خاک این روستا بسیار بسیار حاصل خیز بوده.شغل مردم این روستا اغلب  دام داری ودامپروری است. 
اکثریت این روستاییان ازطایفه گلکی هستندکه به زبان فارسی و لهجه کهکی که شباهت زیادی بالهجه سرخی دارد صحبت میکنند.